# Gruczoł kuprowy

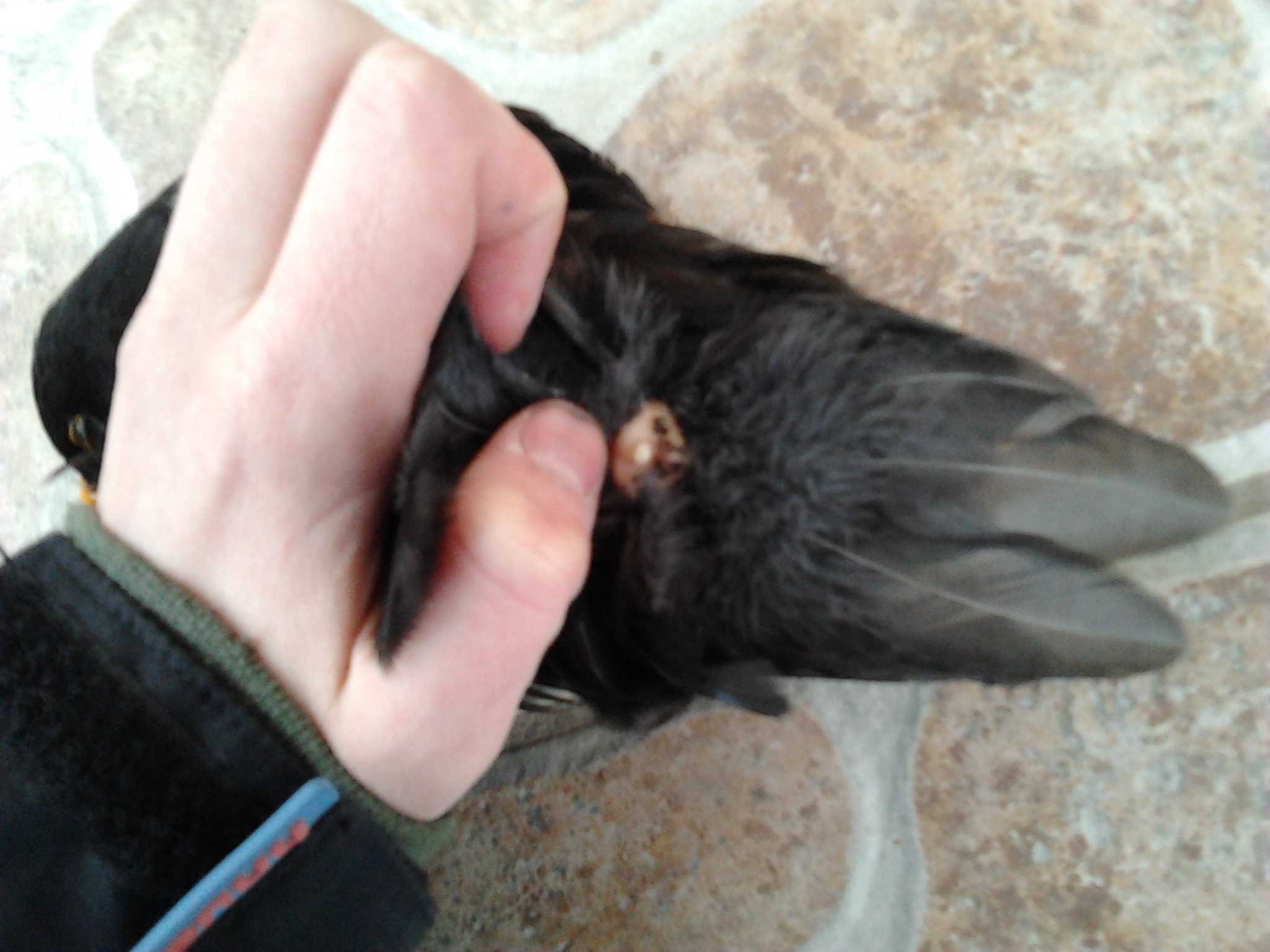
Widoczny gruczoł kuprowy u martwego samca kosa (Turdus merula) pozbawionego ogona

Gruczoł kuprowy – jedyny gruczoł skórny u ptaków, szczególnie silnie rozwinięty u ptaków wodnych. Ma budowę dwupłatową. Położony jest pod nasadą ogona (kuprem). Wydziela tłustą wydzielinę służącą do natłuszczania dziobem piór w celu ich ochrony przed zawilgoceniem. Produkuje on również prowitaminę D (ergosterol), która pod wpływem światła zamienia się w witaminę D (ptaki czyszcząc pióra zjadają ją).
Nie występuje u dropi, strusi, niektórych papug oraz gołębi.